# Pasquale Stanislao Mancini
Pasquale Stanislao Mancini (Castel Baronia, 17 de marzo de 1817, Capodimonte, 26 de diciembre de 1888), Conde de Mancini, 8.º Marqués de Fusignano (de la familia de Mancini), fue un jurisconsulto y político italiano de la época del Risorgimento.
Se le considera uno de los principales teóricos del nacionalismo, al definir el concepto subjetivista de nación, junto con Ernest Renan y Henri Bergson; y el padre del Código de Comercio italiano promulgado el 31 de octubre de 1882, cuyas disposiciones se integran en el Código Civil.

## Vida
En 1840 se casó con la poetisa Laura Beatrice Oliva (desde entonces Laura Beatrice Mancini); regentando en su casa un salón literario frecuentado por los liberales napolitanos. Destacó en los círculos intelectuales de Nápoles por editar y publicar varios periódicos y revistas, ganando gran reputación en el ámbito del Derecho, tras publicar su correspondencia con Terenzio Mamiani sobre el derecho a castigar, en 1841. A pesar de no disponer de ningún grado universitario, pues había recibido una educación privada, en 1844 se le concedió la licenciatura en Derecho por una exención especial.
Fue profesor de Derecho en la Universidad de Nápoles. Tomó parte, como diputado, en la revolución de 1848, no consiguiendo persuadir al rey Fernando II para que el reino de las Dos Sicilias participara en la guerra contra Austria. Por dos veces declinó el ofrecimiento de una cartera en el gobierno, y tras el triunfo del partido reaccionario, asumió la defensa de los prisioneros políticos liberales. Tuvo que exiliarse, estableciéndose en Turín, en cuya universidad enseñó Derecho internacional. Fue elegido diputado en el parlamento del reino de Piamonte. Ejerció como preceptor del príncipe heredero (el futuro Humberto I).
Volvió a Nápoles tras su conquista por la expedición de Garibaldi (1860); y ejerció algunos meses el cargo de ministro de justicia. Preparó la unificación legislativa de Italia, opuesto a la idea de una simple alianza entre los reinos de Piamonte y Dos Sicilias. Como administrador de justicia en el reino conquistado, suprimió los institutos religiosos, revocó el Concordato, proclamó la propiedad Estatal de los bienes eclesiásticos y unificó la jurisprudencia civil y comercial.
En 1861 fue elegido para el parlamento italiano, donde se convirtió en uno de los líderes de la izquierda. En 1862 fue nombrado ministro de instrucción pública, y más tarde ministro de justicia y cultos (1876-1878), puesto desde el que amplió la libertad de prensa, suprimió el encarcelamiento por deudas y abolió el diezmo eclesiástico. Durante el Cónclave de 1878 logró, mediante negociaciones con el Cardenal Pecci (luego papa León XIII), que el colegio cardenalicio permaneciera en Roma y que, tras la elección del nuevo papa, se le consintiera su ausentamiento temporal de la Ciudad del Vaticano con el propósito de arreglar sus asuntos privados. Mancini dimitió de su cargo ministerial en marzo de 1878, retomando la práctica del Derecho, en la cual representó a Garibaldi en la anulación de su matrimonio.
Por último, tras la caída de Benedetto Cairoli, fue ministro de asuntos exteriores en el gobierno de Agostino Depretis durante cuatro años (1881-1885), cargo desde el que diseñó la política que condujo al establecimiento informal de la Triple Alianza (1882) con Austria y Alemania, acompañando al rey Humberto a Viena. Su deseo de retener la confianza francesa, le hizo negarse en julio de 1882 a apoyar la expedición británica a Egipto, a pesar de lo cual consiguió el apoyo inglés para la expedición italiana a Massawa. Un indiscreto anuncio de las limitaciones de la Tripe Alianza contribuyó a su caída y sustitución por Carlo Felice Nicolis, conde de Robilant.

## Ideas
Siguiendo su inclinación nacionalista, defendió la teoría personalista del Derecho contra la teoría territorialista del Derecho en el ámbito del Derecho internacional privado, estimando que un litigio internacional debe remitirse a la ley de la nacionalidad común de las partes más que a la ley del lugar. Tal teoría ha quedado en gran parte obsoleta.
Para el nacionalismo de Mancini es esencial el principio de nacionalidad: el derecho natural o divino de una nación de reunir a todos sus miembros en un mismo Estado soberano; siendo tal cosa el «fundamento del nuevo derecho de gentes».

La nación es una sociedad humana natural, fundada sobre la unidad de territorio, de origen, de costumbres y de lengua, y sobre la comunidad de la vida y de la conciencia social.
Discurso de inauguración de la cátedra de Derecho Internacional de la Universidad de Turín, 22 de enero de 1851

... la idea política del "Estado de la cultura", inventado por Fichte, según el cual, la misión del Estado era no ya mantener el orden entre los ciudadanos (el Estado gendarme), ni tampoco velar por la satisfacción de las necesidades basales (Estado de Bienestar), sino garantizar el sostenimiento y promoción de  la cultura de cada pueblo, en tanto Estado de Cultura. A cada pueblo o a cada Nación, con una cultura propia, se le reconoce "el derecho y el deber" de constituirse como Estado político soberano. Acogiéndose a este principio (reformulado ya en el siglo XIX por Pascual Mancini como Cogito ergo sum de la ciencia política) muchos pueblos o naciones étnicas reivindicaron sus culturas nativas, juntamente con la reivindicación de un Estado político propio...
Gustavo Bueno, El mito de la cultura

## Obras

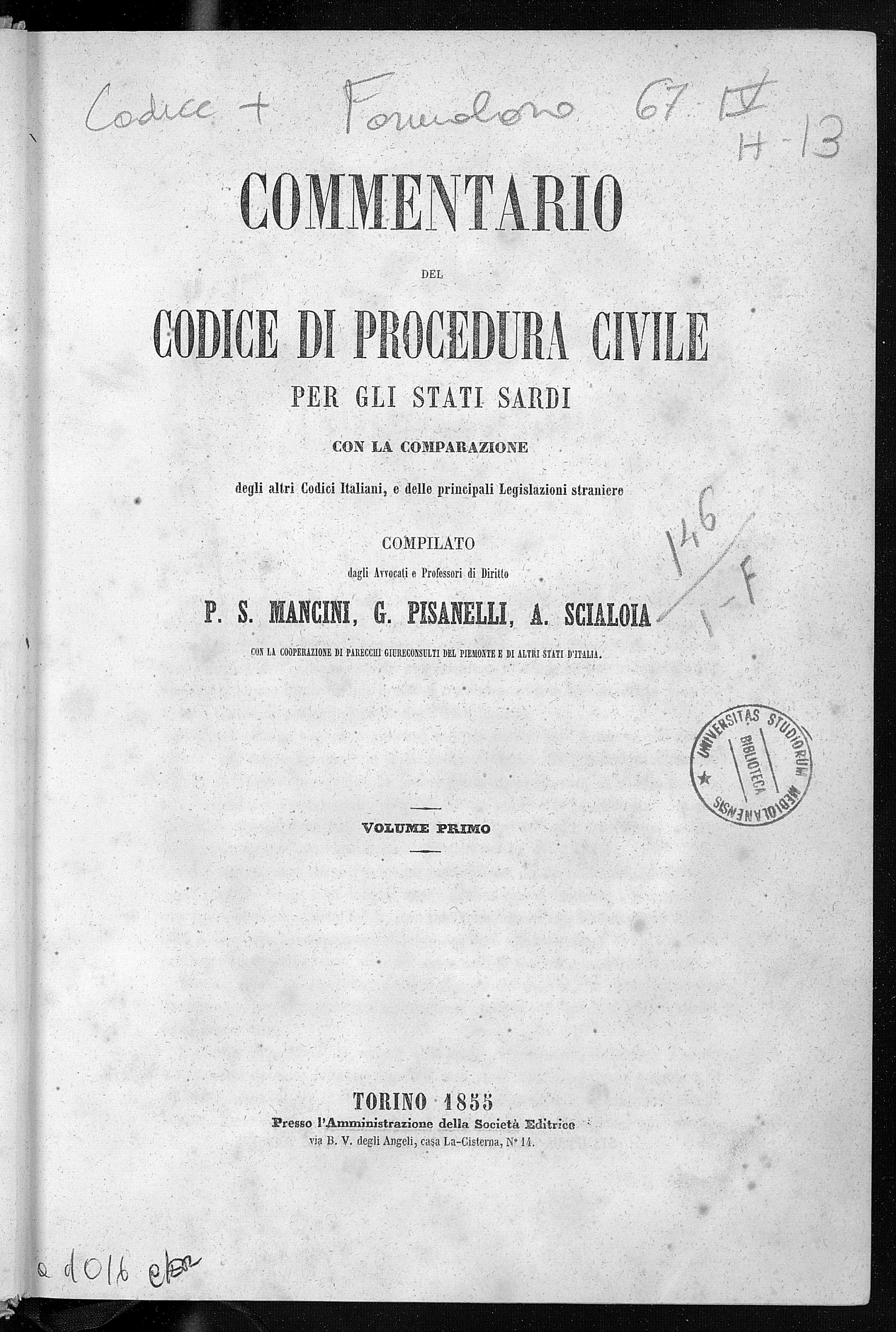
Commentario del Codice di procedura civile per gli Stati sardi, 1855

Influenciado por las obras de Giambattista Vico y Hugo Grotius, publicó, en 1873, el libro "Diritto Internazionale", en el que presenta su teoría sobre la nacionalidad.
Otras obras importantes fueron:
- L'Abolizione della Pena di Morte (1873).
- Sommi Lineamenti di una Storia Ideale della Penalità (1874).
- Della Vocazione del nostro Secolo per la Riforma e la Codificazione del Diritto delle Genti (1874).
- Questioni di Diritto (1878).
- Discorsi Parlamentari (1893-97).